# The Woman I Love (bài hát)
"The Woman I Love"là bài hát của ca sĩ-nhạc sĩ người Mỹ Jason Mraz.  Nó được phát hành là đĩa đơn thứ ba chính thức, từ album phòng thu thứ tư của anh, Love Is a Four Letter Word (2012), vào ngày 4 tháng 2 năm 2013.

## Danh sách track
- Tải nhạc

1. "The Woman I Love" – 3:10

## Bảng xếp hạng
| Bảng xếp hạng (2013) | Vị trí cao nhất |
| -------------------- | --------------- |
| Hàn Quốc (GAON)      | 59              |